# Musée du peuple galicien

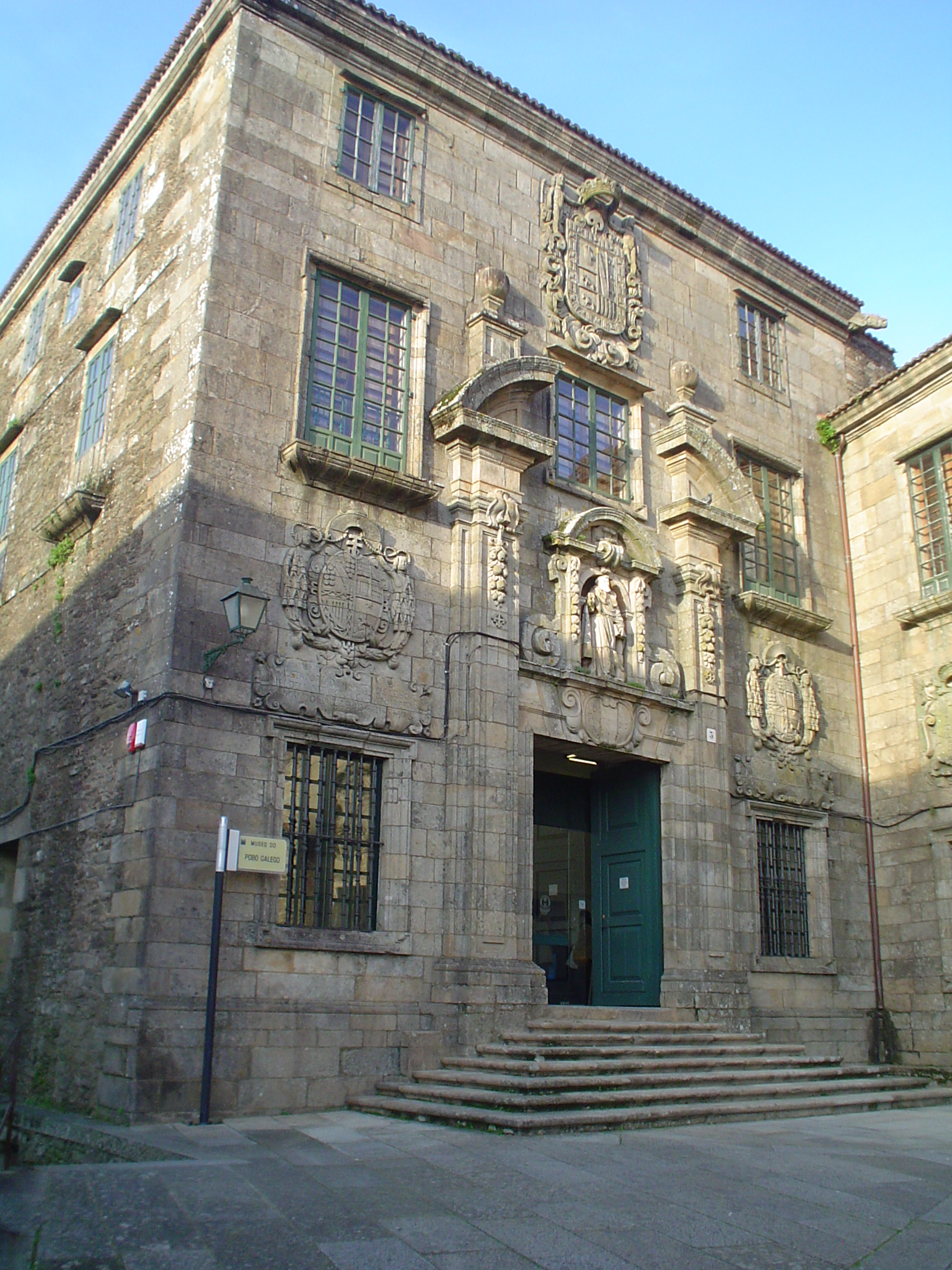
Entrée du musée

Le Musée du Peuple Galicien  (Museo do Pobo Galego) est un musée privé de Saint-Jacques-de-Compostelle, créé en 1976 dans l'ancien couvent dominicain San Domingos de Bonaval, il a ouvert en 1977.  En 1993, le gouvernement autonome de Galice (Xunta de Galicia), reconnaissant que le musée du peuple galicien est un phare spirituel et symbolique du réseau des musées anthropologiques de Galice lui a accordé la compétence de coordonner l'ensemble des musées et collections privés et publics de Galice voués à la promotion et la diffusion du patrimoine historico-anthropologique galicien.

## Gestion du musée
Le musée a été créé par l'association a but non lucratif Padroado do Museo do Pobo Galego, composée en grande partie par des institutions à vocation culturelle centrée sur la Galice, par des spécialistes de la culture galicienne et par des représentants  des administrations publiques (mairies, etc). 

## Le couvent de San Domingos de Bonaval

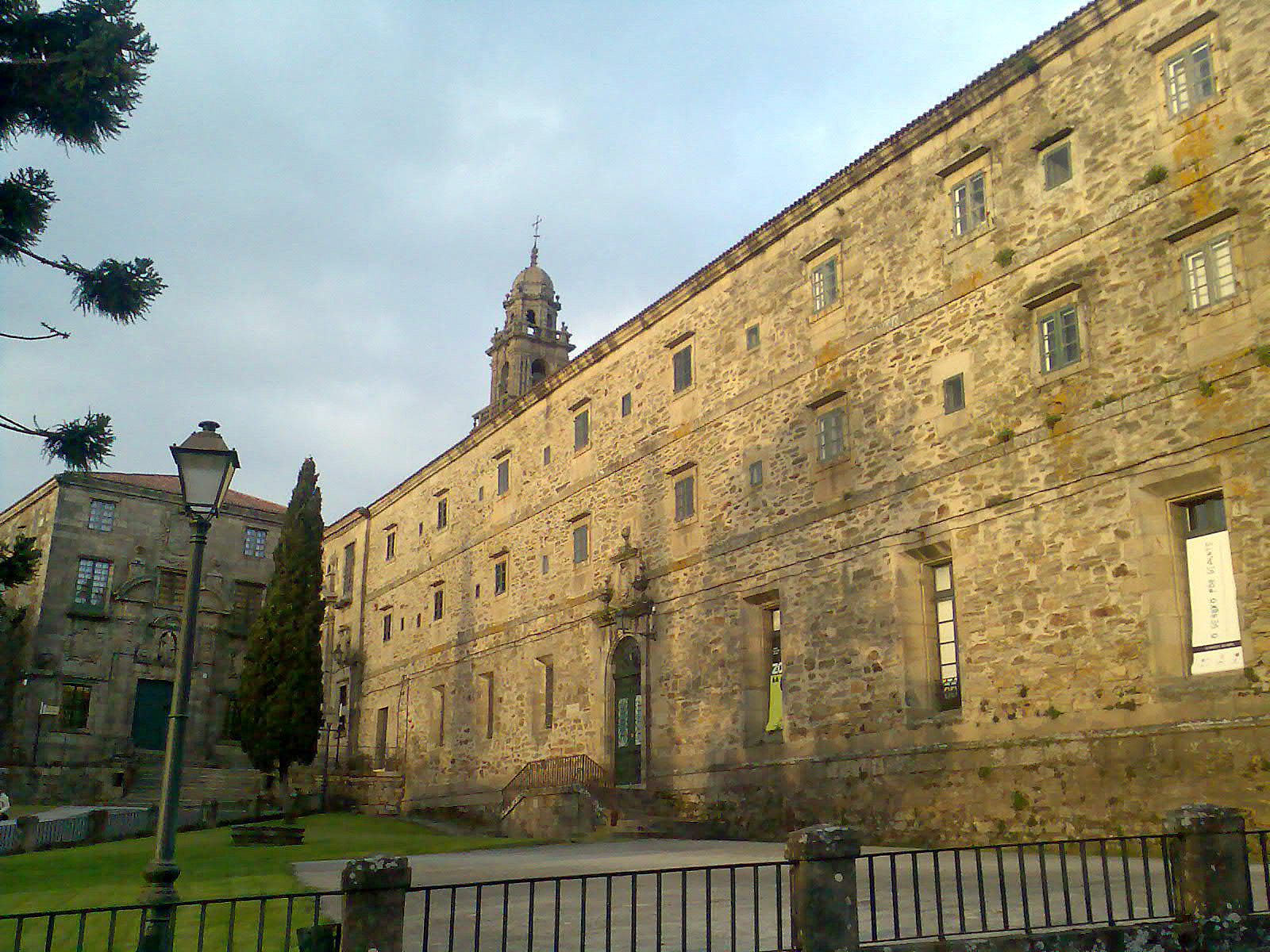
Façade principale du couvent de San Domingos de Bonaval.

Le couvent cédé en 1976 par la mairie de Saint-Jacques-de-Compostelle à l'association qui a créé le musée est en lui-même objet de visite.

On attribue la fondation du couvent à San Domingos de Guzmán pèlerin à Saint-Jacques de Compostelle en 1219. L'ensemble des bâtiments date de la fin du XVIIe et du début du XVIIIe siècle, sous l'archevêque compostellan frei Antonio de Monroi, mécène de Domingo de Andrade.
Un triple escalier hélicoïdal, d'une grande audace structurelle et exécuté par Domingo de Andrade  fait communiquer le cloître et les étages du bâtiment.

## Les fonds
Les fonds du musée sont pluridisciplinaires, archéologie, art et ethnographie. 

### Expositions
Le musée compte huit salles d'exposition permanente et deux salles pour les expositions temporaires . Les premières salles ont été inaugurées en 1977. 
Bien qu'à vocation pluridisciplinaire, l'exposition permanente est surtout consacrée à l'ethnographie. Les thèmes sont une tentative de couvrir les diverses facettes de la culture galicienne avec le propos d'éveiller l'intérêt pour la connaissance directe de la tradition et pour impulser son renouvellement. Outre l'art et l'archéologie (préhistoire), la quasi-totalité des salles expose les thèmes suivants : la mer, les métiers, la campagne, le vêtement, la musique, l'habitat et l'architecture, la société, les métiers de la ville, de la presse et de l'impression. 

### Collection
La collection du musée comprend  trois sections art, archéologie et ethnographie, toutefois l'essentiel de la collection appartient au département d'ethnographie. En 2007, le musée comptait environ 9 000 pièces.

## L'institut d'études des identités
En mai 2005, le musée s'est doté d'un nouveau département, l'institut d'études des identités (Instituto de Estudios das identidades). L'institut se propose de développer la recherche et l'intervention socio culturelle du musée et plus particulièrement l'étude interdisciplinaire sur l'identité galicienne, son interraltion et sa comparaison avec les autres identités. L'institut a aussi comme objectif de promouvoir la formation à la gestion culturelle. 

## Panthéon des Galiciens illustres
L'église abrite le Panthéon des Galiciens illustres, où sont enterrés plusieurs personnalités de la culture galicienne, notamment Rosalía de Castro, Alfredo Brañas, Castelao, Francisco Asorey et Ramón Cabanillas.

## Galerie d'images

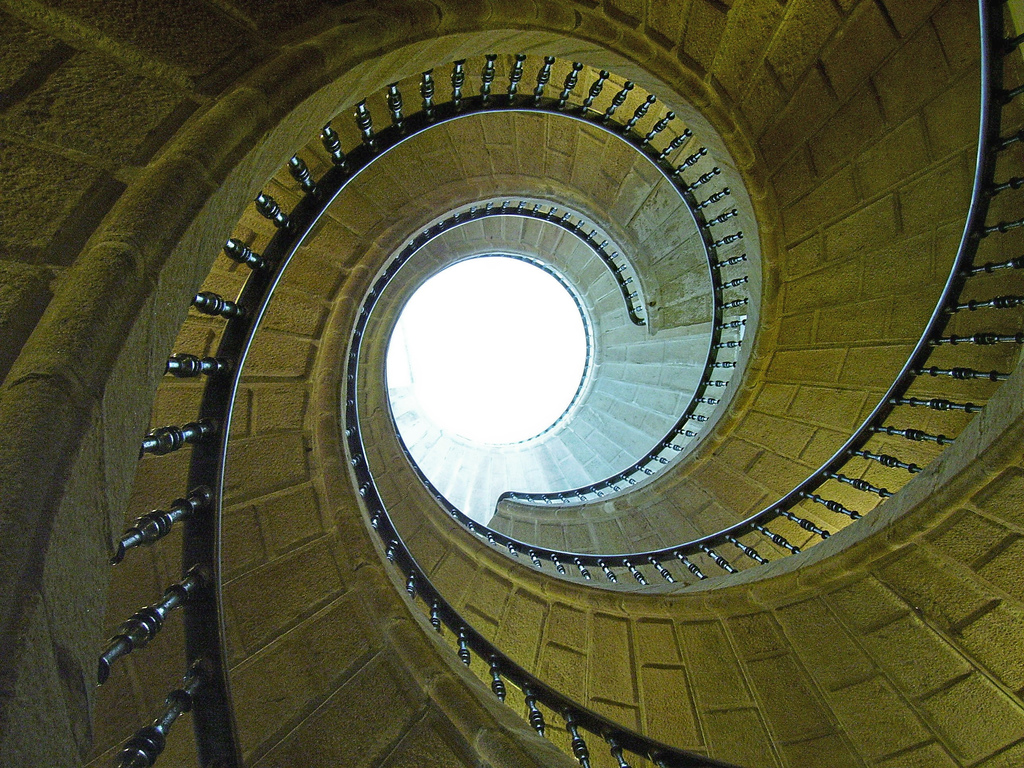
Escalier intérieur
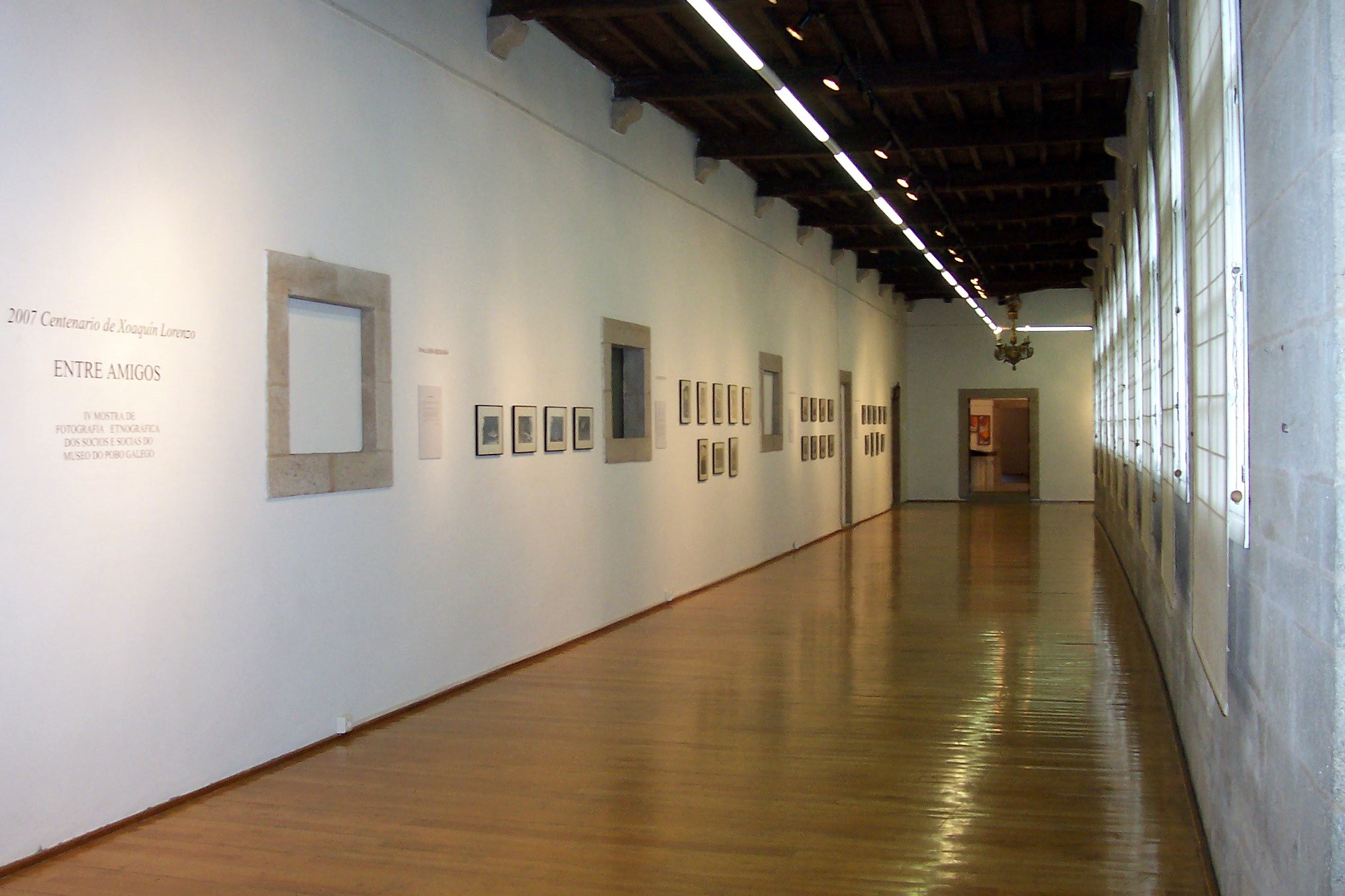
Couloir du niveau supérieur du musée
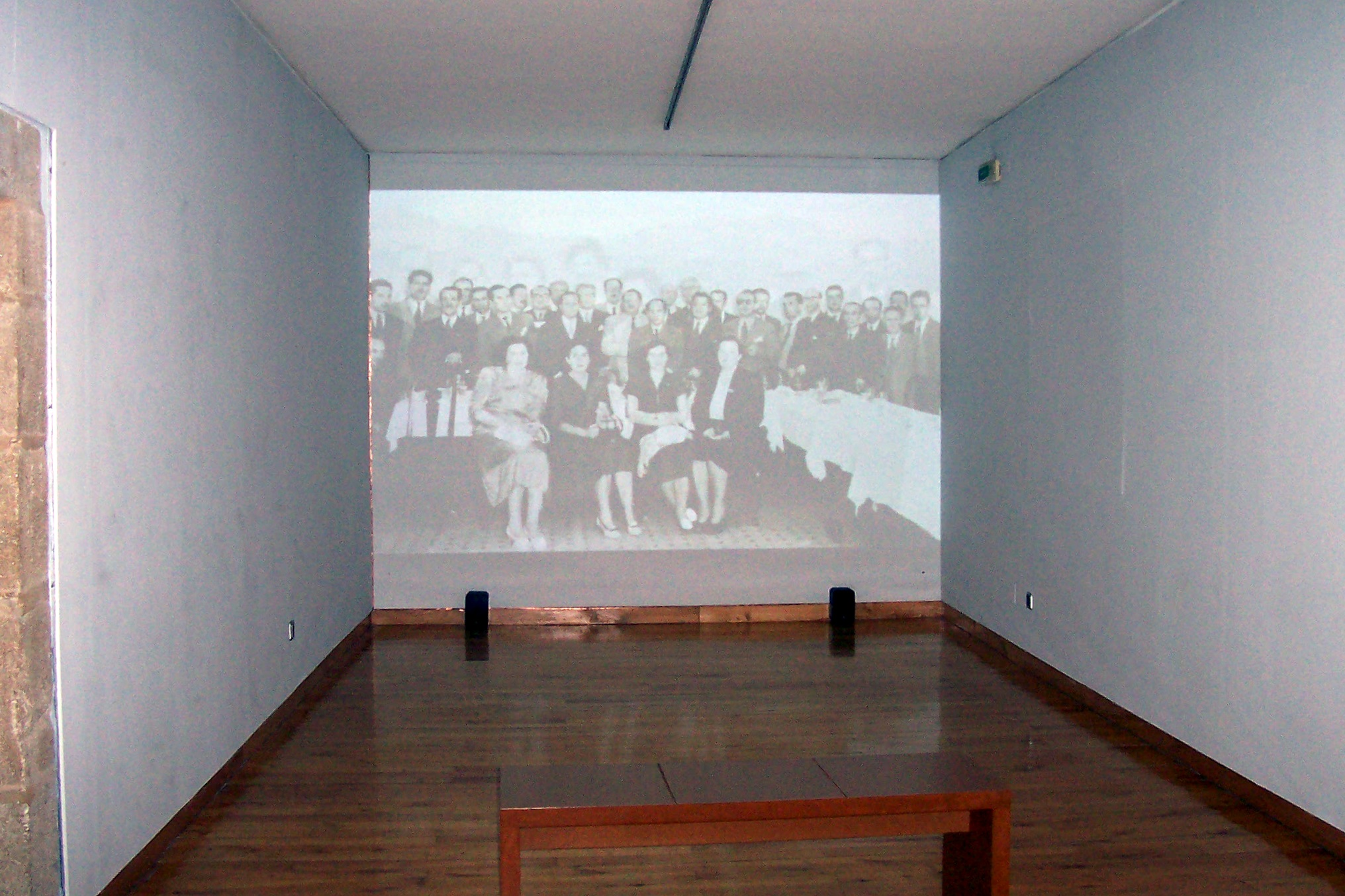
Projection d'un film documentaire
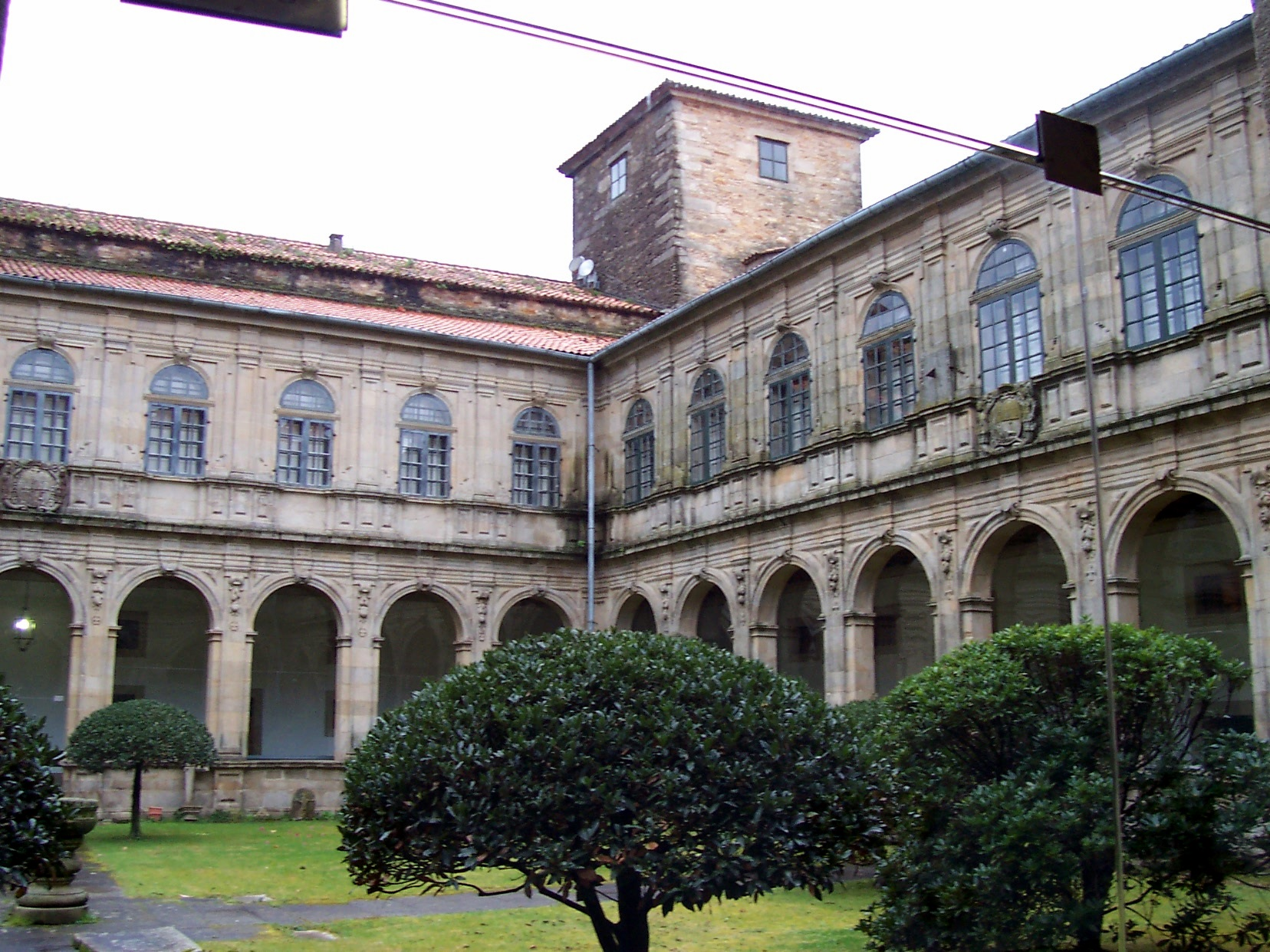
Cloitre du couvent de San Domingos de Bonaval